# Asterope insularis
Asterope insularis är en fjärilsart som beskrevs av James John Joicey och Talbot 1926. Asterope insularis ingår i släktet Asterope och familjen praktfjärilar. Inga underarter finns listade i Catalogue of Life.